# Чланковити црви
Чланковити или прстенасти црви (Annelida) су бескичмењаци чија је најупадљивија одлика сегментисано тело: подељено на делове, сегменте (чланке), па отуда и назив типа (лат. annulus = прстен). 
Телесни сегменти, изузев првог и последњег, су међусобно једнаки па се такав тип издељености тела назива хомономна сегментација. Први телесни сегмент је простомијум (преусни), а последњи, на коме се налази анални отвор, је пигидијум. Сегментација није ограничена само на површински слој, већ захвата и унутрашње органе и код већине врста се поклапа са спољашњом сегментацијом. 
У тој хомономној сегментацији долази до одступања:
- не садрже сви сегменти све органе (нпр. полни систем имају само одређени сегменти)
- црево није сегментисано.

Сегментација, дакле, ипак није потпуно хомономна. 

## Класификација
Тип чланковитих црва обухвата око 15.000 савремених врста, чија се већина налази унутар следеће три групе:
1. Многочекињасти црви или полихете (Polychaeta), које су скоро све марински облици и живе у подлози; на сваком телесном сегменту имају по пар меснатих кожномишићних израштаја, који се означавају као параподије; свака параподија носи велики број хитинских чекиња или хета (отуда име класе); параподије и хете служе за кретање;
2. Малочекињасти црви или Olygochaeta (лат. olygo= мало, сиромашно), које немају параподије већ само мале, скоро неприметне и малобројне хете; поред кишне глисте значајан род је и Tubifex (глибњача), која је добар индикатор органског загађења слатких вода;
3. Пијавице или Hirudinea, код којих нема ни параподија ни хета.

## Опште карактеристике
На телу чланковитих црва се разликују простомијум, сегментисани труп и пигидијум, несегментисани задњи део тела. На простомијуму је усни отвор, а на пигидијуму анални. Треба истаћи да се поред исте спољашње грађе сегменти могу разликовати и по унутрашњој грађи, јер се у сваком сегменту не морају налазити делови истих органа. Тако се гонаде налазе само у одређеним сегментима (сегменти самара). И поред унутрашњих разлика у грађи сегмената, каже се да су чланковити црви хомономно сегмнентисани црви.
На површини тела чланковитих црва је једнослојни епител који лучи танку кутикулу. Кутикула је лако порозна и кроз поре се излучује секрет и слуз која влажи површину тела, смањујући трење и олакшавајући размену гасова. Међу епидемалним ћелијама налази се велики број једноћелијских жлезда које луче секреторну слузну материју. Испод епидермиса је слој кружне, па уздужне мускулатуре. Ови типови мишића морају усаглашено да врше контракције и тиме омогућавају кретање чланковитих црва. 
Чланковити црви имају телесну дупљу - целом, у којој се налази течност, која им даје одређену чврстину и има улогу течног скелета. Телесни зид је од телесне дупље одвојен спољашњим париеталним перитонеумом, док је црево окружено висцералним пертонеумом. Пошто су чланковити црви хомономно сегментисани, онда се у сваком сегменту налази део целома са својим овојима у виду два мешка, јер се спољашњи и унутрашњи лист перитонеума спајају медиодорзално и медиовентрално у сваком сегменту, гредећи дорзални и вентрални мезентеријум. Суседни сегменти су међусобно одвојени септама у чијој грађи учествују истовремено и паријетални и висцерални перитонеум.
Дигестивни тракт је права цев која почиње усним отвором на простомиуму. Усна дупља се наставља на мишћно ждрело, које се продужује у модификовани једњак, на чијем се предњем делу уочава вољка. Једњак се наставља у желудац у коме се обавља обрада хране, припрема за варење и апсорпција хранљивих материја. Код већине Олигоцхаета средње црево са дорзалне стране поседује улегнуће или бразду која се назива тупхлосолис. Цревни епител је трепљаст и често се ћелије цревног епитела налазе у симбиози са неким фотосинтетским протозоама. Ове ћелије црева често пролиферишу фомирајући такозвано хлорагогено ткиво. У изградњи овога ткива учествује висцерални перитонеум.
Респирација се врши површином тела. Код неких чланковитих црва се могу формирати ектодермални израштаји (јако васкуолизираних зидова), који функционишу као шкрге (као код малочекињастих црва који живе у води).
Крвни систем је затвореног типа, представљен са једним дорзалним крвним судом, који се пружа целим телом, од једног субнеуралног и два крвна суда, латерално од нервног стабла. Дорзални и вентрални крвни суд су повезани попречним крвним судовима у сваком сегменту. Дорзални крвни суд је пулзирајући, али такву функцију могу имати и пет или шест бочних крвних судова (код кишне глисте има пет пулзирајућих бочних срца). Крв дорзалним крвним судом тече од задњег ка предњем делу тела, а вентралним од предњег ка задњем делу тела. Из главних крвних судова крв се мањим крвним судовима транспортује у телесни зид и друге органе, где се разлива у мрежу капилара. Крв је црвена због хемоглобина или еритрокруорина.
Екскреција се обавља преко сегментално распоређених органа метанефридија. Метанефридије почињу левкастим нефростомом у зиду целома, а завршавају се нефридиопором вентролатерално на телесном зиду суседног сегмента. Код неких олигоцета метанефридијални канал, пре него се излије нефридиопором, проширује се у мокраћни мехур.
Нервни систем је лествичастог типа. У простомијуму, и то трећем сегменту, код кишне глисте, налази се мождана ганглија, а у сваком наредном сегменту по пар телесних ганглија. Ганглије два суседна сегмента повезане су конективима, док су ганглије једног сегмента међусобно повезане комисурама. У епидермису је нервни плексус који је у вези са метамерно распоређеним бочним нервима.
Од чула развијена су хемијска и тактилно, а осим акватичних форми које поседују очне мрље, очи углавном не постоје. Међутим, код неких представника с дорзалне стране се могу уочити фоторецепторске ћелије.
Чланковити црви су хермафродитне животиње, али их има и раздвојених полова. Код кишне глисте два пара ситних тестиса налази се у десетом и једанаестом сегменту. Иза сваког семеника налази се по један трепљасти левак. Од сваког левка полази по један одводни канал. Два канала, на свакој страни тела, пролазе кроз дисепименте, и у дванаестом сегменту се спајају у семевод. Семевод се на вентралној страни петнаестог сегмента отвара у спољашњу средину мушким гениталним отвором. С обзиром да постоје два семевода (на свакој страни тела по један), на петнаестом сегменту постоје два мушка полна отвора (гонопоре). Кишна глиста поседује један пар јајника смештених у тринаестом сегменту. Јајовод пролази кроз четрнаести сегмент и са вентралне стране се излива у спољашњу средину. У интерсегменталном региону између деветог и десетог, као и десетог и једанаестог сегмента се налазе два пара семиналних рецептакулума. Код целе групе Clitellata јавља се специфична жлездана агрегација која око неколико сегмената прави прстен који се назива клителум или самар, а има улогу у репродукцији. Код кишне глисте у састав клителума улазе сегменти од тридесетдругог до тридесетседмог.
Чланковити црви имају детеминисано спирално браздање, директно или метаморфозом преко ларвеног ступња који се назива трохофора.